# Renato Machado Cotta
Renato Machado Cotta (Niterói, 5 de março de 1960) é um engenheiro, pesquisador e professor universitário brasileiro. 
Comendador e grande oficial da Ordem Nacional do Mérito Científico e membro titular da Academia Brasileira de Ciências na área de Ciências da Engenharia, é também membro da The World Academy of Sciences (TWAS), da Academia Nacional de Engenharia (ANE) e do Scientific Council of the International Center for Heat and Mass Transfer, ICHMT, desde 1993.
Recebeu o mais prestigiado prêmio global da área de ciências térmicas, a Medalha Luikov, o primeiro pesquisador do hemisfério Sul agraciado com a honraria.

## Biografia
Cotta nasceu em Niterói, no estado do Rio de Janeiro em 1960. Em uma visita à Exposição Brasil Nuclear, em 1975, sentiu-se atraído pela tecnologia nuclear ao ler sobre a biografia do do almirante Álvaro Alberto (1889-1976), pioneiro do Programa Nuclear Brasileiro, e pela participação da Marinha nesse setor. Concluiu o curso de graduação em Engenharia Mecânica com Ênfase Nuclear na Escola de Engenharia da Universidade Federal do Rio de Janeiro em 1981, e a seguir cursou o PhD em Engenharia Mecânica-Aeroespacial, com minor em Engenharia Nuclear, na Universidade Estadual da Carolina do Norte, concluído em 1985. Iniciou a carreira no Instituto Tecnológico de Aeronáutica (ITA), em São José dos Campos, tendo se transferido em 1988 para o Instituto Alberto Luiz Coimbra de Pós-graduação em Engenharia, COPPE/UFRJ, posteriormente prestando concurso público para a Escola Politécnica, Centro de Tecnologia, da mesma universidade, onde atualmente é Professor Titular do Departamento de Engenharia Mecânica. Desde 2019 encontra-se cedido à Amazônia Azul Tecnologias de Defesa (AMAZUL), em cargo comissionado como Consultor Técnico na Diretoria Geral de Desenvolvimento Nuclear e Tecnológico da Marinha (DGDNTM), Ministério da Defesa.

## Carreira
Presidiu a Associação Brasileira de Engenharia e Ciências Mecânicas (ABCM) no biênio 2000-2001 e foi Membro do Comitê Executivo da Academia Brasileira de Ciências de 2012 a 2015. Também presidiu o Comitê Executivo do International Center for Heat and Mass Transfer (ICHMT) de 2016 a 2018. Foi presidente da Comissão Nacional de Energia Nuclear (CNEN) de 2015 a 2017  e de 2020 a 2022 foi membro designado do Conselho Nacional de Política Energética (CNPE), Ministério de Minas e Energia. Atualmente é membro do Technical Working Group in Nuclear Desalination (TWG-ND) da Agência Internacional de Energia Atômica (IAEA) da ONU, em Viena, Áustria, e membro do Comitê Técnico-Científico da empresa estatal Amazul.
Foi condecorado como Comendador (2007) e com a Grã-Cruz (2018) da Ordem Nacional do Mérito Científico e é Comendador da Ordem do Mérito Naval desde 2018. Recebeu a Leverhulme Visiting Professorship Award, para atuação na University College London, UK, em 2017-2018. Também em 2018 foi agraciado com o título de Doctor Honoris Causae da Université de Reims Champagne-Ardennes (URCA), em Reims, França, e com a Fellowship Award, do International Center for Heat and Mass Transfer, ICHMT. Em 2023, recebeu a prestigiosa Luikov Medal 2022, principal honraria do ICHMT. Também em 2023, recebeu o Prêmio Nuclear Legacy em P&D da Associação Brasileira para o Desenvolvimento de Atividades Nucleares, ABDAN, e o Prêmio Prof. Leonardo Goldstein Jr., principal honraria da Associação Brasileira de Engenharia e Ciências Mecânicas, ABCM, em sua terceira edição.
Entre suas principais contribuições científicas, destacam-se o desenvolvimento da Técnica da Transformada Integral Generalizada (GITT) e da Técnica das Equações Integrais Acopladas (CIEA). Essas metodologias tiveram aplicação inicial na área de transferência de calor e massa, sendo posteriormente estendidas a problemas fundamentais em outras áreas, como mecânica dos fluidos, dinâmica e vibrações, eletromagnetismo, teoria de transporte, física de solos, física atmosférica, problemas multiescala e formulações multifísicas. Foram aplicadas tanto em problemas diretos quanto em tarefas computacionalmente intensivas, como problemas inversos, otimização e simulação sob incerteza, contextos em que as vantagens do enfoque híbrido se tornam mais evidentes.
A GITT consiste em um método híbrido para a solução de equações diferenciais parciais de convecção-difusão, lineares e não lineares. Baseia-se no método clássico de transformação integral, cujas origens remontam às descobertas de Joseph Fourier no início do século XIX, relativas à teoria da transferência de calor. A abordagem segue a solução analítica em todas as variáveis independentes, exceto uma, reduzindo o problema numérico à resolução de um sistema de equações diferenciais ordinárias nessa única variável, com baixo custo computacional e controle de erro definido. A CIEA, por sua vez, é uma técnica de reformulação de problemas baseada no uso de fórmulas de Hermite para aproximação de integrais, originalmente propostas no século XIX. Aplicada a processos de média das equações de balanço, permite a redução de modelos por meio da eliminação de variáveis espaciais da formulação original, incorporando os efeitos das condições de contorno nas direções correspondentes.
Por se tratarem de abordagens distintas das tendências predominantes em métodos puramente discretos, a difusão dessas técnicas exigiu ampla divulgação em revistas científicas, congressos e publicações especializadas, bem como o desenvolvimento de códigos de uso aberto, como o código UNIT (registrado no INPI), para facilitar sua aplicação. O avanço dessas metodologias foi favorecido pela formação de mais de uma centena de mestres, doutores e pós-doutores, atualmente atuando em instituições científicas no Brasil e no exterior, e por uma contínua cooperação nacional e internacional.
Sua atuação científica esteve continuamente associada à aplicação prática, buscando a integração entre ciência e tecnologia, com o objetivo de enfrentar desafios decorrentes de problemas de crescente complexidade. As técnicas desenvolvidas tiveram aplicação em diversas áreas da engenharia, incluindo mecânica, nuclear, naval, química, aeroespacial, de petróleo, ambiental, civil e biomédica.
As contribuições científicas e tecnológicas abrangem a coordenação de projetos estratégicos nacionais, entre os quais:
- Desenvolvimento de ultracentrífugas para enriquecimento isotópico de urânio (CTMSP/Marinha do Brasil);
- Análise térmica de veículos lançadores de satélites – VLS (IAE/CTA);
- Projeto do repositório de rejeitos radioativos resultantes do acidente com Césio-137 em Goiânia (CNEN);
- Desenvolvimento da proteção térmica do satélite de reentrada atmosférica – SARA (AEB);
- Avaliação do impacto ambiental de instalações de mineração de urânio em Caetité, Bahia (INB);
- Análise da dispersão de contaminantes em solos heterogêneos, rochas fraturadas, rios e correntes (EPRI & Tetra Tech, Estados Unidos);
- Projeto de tubulações pipe-in-pipe para isolamento térmico na produção de petróleo em águas ultraprofundas (Petrobras);
- Desenvolvimento de fluidos térmicos nanoestruturados (nanofluidos) para o setor de petróleo e gás (Petrobras);
- Análise e projeto de sistemas anti-gelo e de degelo para estruturas e sensores aeronáuticos (FAPERJ, ATS4i e Marinha do Brasil);
- Sistemas passivos de armazenamento de elementos combustíveis nucleares exauridos (Eletronuclear);
- Projeto de instalação de alta pressão e baixa temperatura para pesquisa em sistemas de isolamento na produção ultraprofundas de petróleo (Tenaris/CONFAB);
- Desenvolvimento de sistemas sustentáveis de dessalinização de água com recuperação de calor (Ministério da Defesa, Petrogal/ANP, EMBRAPII).

## Vida pessoal
Cotta é casado com a engenheira e professora universitária Carolina Cotta, do Instituto Alberto Luiz Coimbra de Pós-graduação e Pesquisa em Engenharia (Coppe) da UFRJ. O casal tem três filhos: Victor, 22, Clara, 15, Gabriel, 13. Bianca, sua filha mais velha e fruto de um casamento anterior, morreu aos 25 anos em um acidente aéreo ocorrido em 2009.